# Skalky
Lo Skalky (in dialetto moravo locale Skalkê), alto 735 m s.l.m., è la montagna più alta delle Alture Drahanse, Alture boemo-morave. Si trova nella regione della Moravia, in Repubblica Ceca. Costituisce il punto più elevato di quest'ultima.